# Linia kolejowa nr 251
Linia kolejowa nr 251 – zlikwidowana, jednotorowa, niezelektryfikowana linia kolejowa, łącząca stacje Tama Brodzka i Iława Główna.

## Historia
Linia została wybudowana w 1902 roku i była oddawana w dwóch odcinkach: Iława Główna – Szramowo i Szramowo – Tama Brodzka. 3 kwietnia 2000 roku wstrzymano całkowicie ruch na linii na odcinku -0,533 – 39,550. Zawieszony odcinek linii został rozebrany 28 lipca 2010 roku. Linia najprawdopodobniej została wykreślona z ewidencji PKP PLK w 2006 roku.